# A Mess of Blues
«A Mess of Blues» — песня, которую Элвис Пресли записал и выпустил в 1960 году. Он был её первым исполнителем.
Авторы песни — Док Помус и Морт Шуман. Это была первая из написанных ими песен, которую Элвис Пресли выпустил. С неё и началось их с Пресли сотрудничество. (Хотя до этого самую первую песню, которую они для него написали, — «Turn Me Loose», — Пресли отверг.) Потом на протяжении всех 1960-х годов Помус и Шуман стали самыми стабильными поставщиками новых песен для певца.
Песня вышла на стороне Б сингла «It’s Now or Never» в 1960 году и таким образом была частью попыток Элвиса Пресли вернуться на вершину популярности (совершить камбэк) после возвращения из армии.
В США песня «A Mess of Blues» стала хитом, но небольшим. (В США в 1960 году в журнале «Билборд» песня «A Mess of Blues» в исполнении Элвиса Пресли достигла 32 места в чарте Hot 100. В то время как сторона А того же сингла песня «It’s Now or Never» поднялась в Hot 100 на 1 место.)
А вот в Великобритании «A Mess of Blues» вышла отдельным синглом (на стороне Б которого была песня песней «The Girl of My Best Friend»).
И в Великобритании песня «A Mess of Blues» добралась до 2 места в национальном сингловом чарте (UK Singles Chart).

## Описание
Как пишет Боб Мер для мемфисской ежедневной газеты The Commercial Appeal, это «скрежещущий», «с песком» ритм-н-блюзовый номер, в котором Элвис возвращает себе часть своей дурной репутации 1950-х годов. Также он отмечает, что песня была «в приятном противоречии с решительно мелодраматичным попом на стороне А» (имеется в виду как она была издана на американском сингле, с песней «It’s Now or Never» на стороне А).

## Признание
В 2015 году журналист мемфисской ежедневной газеты The Commercial Appeal Крис Херрингтон в своём списке 50 лучших песен Элвиса Пресли поставил песню «A Mess of Blues» на 22 место.

## Версия группы Status Quo
В 1983 году свою кавер-версию песни «A Mess of Blues» выпустила как сингл британская рок-группа Status Quo. Эта песня была включена в их 16-й альбом Back to Back.

### Список композиций

#### 7"
1. «A Mess Of Blues» (D Pomus/M Shuman) (3.22)
2. «Big Man» (Lancaster/Green) (3.40)

#### 12"
1. «A Mess Of Blues» (Extended version) (D Pomus/M Shuman) (4.48)
2. «Big Man» (Lancaster/Green) (3.40)
3. «Young Pretender» (Rossi/Frost) (3.32)

### Чарты
| Чарт (1983)                       | Наив. поз. |
| --------------------------------- | ---------- |
| Великобритания (UK Singles Chart) | 15         |
| Ирландия                          | 12         |